# (20594) 1999 RP183
A (20594) 1999 RP183 a Naprendszer kisbolygóövében található aszteroida. A LINEAR projekt keretében fedezték fel 1999. szeptember 9-én.